# 培凤亭
培凤亭，是位于中国福建省宁德市柘荣县东源乡东源村中心巷巷口的一个民国时期古建筑，2011年7月入选第八批柘荣县文物保护单位，2018年9月成为第九批福建省文物保护单位东源古建筑群的一部分。
培凤亭是柘荣境内现存最大、造型最精致的古代路亭，距吴氏宗祠20米，始建年代未知，民国23年（1934年）因失火而重建。建筑位于霞浦、柘荣古驿道上，坐北向南，通面阔8.85米，通进深9.05米，占地80.09平方米。木构抬梁式歇山顶，四角共8根方形立柱，地面为条石铺设，亭后有供奉观音的神龛。